# 金禧 (朝鮮)
金禧（韓語：김희；？—1531年），本名金夢龍（韓語：김몽룡），字仲綏，本貫延安金氏，朝鮮王朝中期外戚以及兩班貴族，金安老次子，朝鮮中宗嫡長女孝惠公主的駙馬，爵號延城尉（韓語：연성위）。

## 生涯
朝鮮中宗十五年（1520年）十二月十四日，金安老次子金夢龍被選為孝惠公主的駙馬，後改名金禧；同月（1521年2月4日），金禧受封為延城尉。1531年，孝惠公主生下獨生女金善玉，但難產而死。金禧之後也在同一年過世，夫妻兩人沒有其他子女。

## 後代
金禧的女兒金善玉作為公主獨女，享有等同公主級別的禮遇，後來嫁給文定王后的姪兒尹百源，以尹百源主祀孝惠公主。然而，金氏只有一個女兒介未致，後者嫁給李弘元生下二子二女；而尹百源的妾生下兒子。金氏死後，尹百源擁有正妻的遺產並與妾同居，因而導致與女兒尹氏失和。宣祖二十二年（1589年）尹百源在家宴客，女兒、妾分別為他準備薏苡粥及烹牛肉，結果尹百源中毒嘔吐死去、客人倖存下來。尹氏、尹百源的妾互相指控是下毒者，兩人都在審問用刑時死在杖下，結果成為懸案。十多年後，尹氏的長子李淳上書鳴冤，為母親翻案。